# Barwy broni i służb ludowego Wojska Polskiego
Barwy broni i służb ludowego Wojska Polskiego – opis proporczyków i patek (łapek) broni i służb ludowego Wojska Polskiego.

## Barwy proporczyków w latach 1943–1944
Barwy proporczyków określały rodzaj wojska lub służby. Noszone były na kołnierzu kurtki i płaszcza sukiennego. Były to barwne trójkąty równoramienne o długości 6 cm, szerokości 3 cm. Wykonywane były z płótna, sukna, aksamitu, rypsu, itp.
Proporczyk kawaleryjski, w odróżnieniu od trójkątnych proporczyków innych broni, miał kształt prostokąta o wymiarach 6 × 3 cm, z trójkątnym wycięciem 2,5 cm, w kolorze czerwono-jasnoniebieskim. Po sformowaniu 1 SBK proporczyki takie nosili żołnierze sztabu brygady, żołnierze służb oraz zapasowego pułku kawalerii. Powstające jednostki kawalerii przyjęły tradycyjne barwy polskich jednostek okresu przedwrześniowego. Zwyczajowo oficerowie sztabu nosili proporczyki pułków kawalerii z których przybyli.
| Grafika | Opis                                                                   |
| ------- | ---------------------------------------------------------------------- |
|         | Czołgi Proporczyk pomarańczowo-czarny                                  |
|         | Piechota Proporczyk granatowo-żółty                                    |
|         | Samodzielna kompania rusznic Proporczyk żółto-granatowy                |
|         | Artyleria Proporczyk czarno-czerwony                                   |
|         | Artyleria przeciwlotnicza Proporczyk czarno-żółty                      |
|         | Dywizjon moździerzy Proporczyk czarno-biały                            |
|         | Artyleria przeciwpancerna Proporczyk pomarańczowo-czarny               |
|         | Lotnictwo Proporczyk żółty                                             |
|         | Saperzy Proporczyk czerwono-czarny                                     |
|         | Łączność Proporczyk czarno-jasnoniebieski                              |
|         | Wojska samochodowe Proporczyk granatowy z białym paskiem przez środek  |
|         | Służba sanitarna Proporczyk buraczkowo-granatowy                       |
|         | Służba weterynaryjna Proporczyk buraczkowo-zielony                     |
|         | Służba intendentury i służba administracyjna Proporczyk jasnoniebieski |
|         | Służba chemiczna Proporczyk szaro-popielaty                            |
|         | Służba uzbrojenia i służba techniczna Proporczyk czarny                |
|         | Służba bezpieczeństwa Proporczyk czerwono-żółty                        |
|         | Sądownictwo Proporczyk buraczkowy                                      |
|         | Duszpasterstwo Proporczyk fioletowy                                    |
|         | Poczta polowa Proporczyk brązowy                                       |

## Barwy proporczyków w latach 1945–1949
W 1945 roku częściowo zmieniono barwy proporczyków i ich kształt. Stanowiły go dwa równoległe trójkąty materiału zszyte razem bokami długości 7 cm. Wymiary trójkątów: dolny – 2 × 7 × 8 cm, górny – 2 × 7 × 6,5 cm.
Na kołnierzach płaszczy sukiennych w miejsce proporczyków wprowadzono dwa paski materiału szerokości 0,5 cm zszyte razem i przyszyte do kołnierza w odległości 7 cm od dolnych rogów kołnierza.
Od drugiej połowy roku 1944 aż do roku 1949 (na co wskazuje dość obszerny materiał ikonograficzny, wspomnienia oraz zachowane eksponaty) na mundurach zaczęły pojawiać się nieprzepisowe patki (łapki), nawiązujące do wzorów obowiązujących w latach II RP. Wykonywano je z rozmaitych, dostępnych tkanin w odpowiednich barwach, zaopatrując w wężyk haftowany, lub – co charakterystyczne – aplikowany z różnorodnych taśm dystynkcyjnych, rzadziej pasmanteryjnych, lub wycinany z blachy aluminiowej.
| Grafika | Opis                                                                           |
| ------- | ------------------------------------------------------------------------------ |
|         | Piechota Proporczyk żółto-granatowy                                            |
|         | Wojska pancerne i samochodowe Proporczyk pomarańczowo-czarny                   |
|         | Kawaleria Proporczyk czerwono-jasnoniebieski                                   |
|         | Artyleria ciężka Proporczyk czerwono-zielony                                   |
|         | Artyleria lekka Proporczyk czarno-zielony                                      |
|         | Artyleria przeciwlotnicza Proporczyk pomarańczowo-zielony                      |
|         | Saperzy mostowi i elektrotechnicy Proporczyk czerwono-czarny                   |
|         | Batalion mostów kolejowych i silników Proporczyk bordowo-czarny                |
|         | Wojska łączności Proporczyk ciemnoniebiesko-czarny                             |
|         | Żandarmeria Proporczyk żółto-kanarkowy                                         |
|         | Intendentura i pułki aprowizacyjne Proporczyk brązowo-niebieski                |
|         | Lekarze Proporczyk sino-bordowy                                                |
|         | Farmaceuci Proporczyk niebiesko-bordowy                                        |
|         | Dentyści Proporczyk niebieskolazurowy-bordowy                                  |
|         | Lekarze weterynarii Proporczyk błękitno-bordowy                                |
|         | Oficerowie sanitarni – podlekarze Proporczyk biało-bordowy                     |
|         | Szeregowi służby zdrowia Proporczyk czarno-bordowy                             |
|         | Oficerowie sądowi Proporczyk czarno-ciemnomalinowy                             |
|         | Oficerowie – geografowie Proporczyk biało-czarny                               |
|         | Duszpasterstwo Proporczyk fioletowy                                            |
|         | Wojska Ochrony Pogranicza Proporczyk zielony z granatowym paskiem przez środek |

## Barwy w latach 1949–1952
Nowe przepisy ubiorcze wprowadziły na kołnierz kurtek ciemnokarminowe łapki z wężykiem haftowanym matowosrebrnym bajorkiem i wypustką barwy broni lub służby. Szerokość wężyka na łapce generalskiej wynosiła 24 mm, oficerskiej 16 mm, podoficerskiej 15 mm. Generałowie oraz oficerowie dyplomowani na patce mieli haftowane srebrne orły. Uczniowie szkół wojskowych na łapkach nosili oznaki szkolne
| Grafika | Opis                                                                  |
| ------- | --------------------------------------------------------------------- |
|         | Piechota Łapka ciemnokarminowa, wypustka granatowa                    |
|         | Artyleria Łapka ciemnokarminowa, wypustka szmaragdowa                 |
|         | Wojska inżynieryjno saperskie Łapka ciemnokarminowa, wypustka czarna  |
|         | Wojska łączności Łapka ciemnokarminowa, wypustka szafirowa            |
|         | Wojska sprawiedliwości Łapka ciemnokarminowa, wypustka jasnokarminowa |
|         | Służba kwatermistrzowska Łapka ciemnokarminowa, wypustka chabrowa     |
|         | Administracja Łapka ciemnokarminowa, wypustka brunatna                |
|         | Służba zdrowia Łapka ciemnokarminowa, wypustka fioletowa              |
|         | Służba weterynaryjna Łapka ciemnokarminowa, wypustka popielata        |
|         | Służba samochodowa Łapka ciemnokarminowa, wypustka srebrna            |

## Barwy patek w latach 1952–1960
Wraz z wprowadzeniem kurtek z wykładanym kołnierzem, zmienił się też kształt patek.
| Grafika | Opis                                                                               |
| ------- | ---------------------------------------------------------------------------------- |
|         | Piechota Patka ciemnokarminowa, wypustka granatowa                                 |
|         | 1 Warszawska Dywizja Piechoty Patka żółta, wypustka granatowa                      |
|         | Artyleria i służba uzbrojenia Patka ciemnokarminowa, wypustka ciemnoseledynowa     |
|         | Wojska pancerne i zmechanizowane Patka czarna, wypustka jasnokarminowa             |
|         | Wojska inżynieryjno saperskie i samochodowe Patka ciemnokarminowa, wypustka czarna |
|         | Wojska łączności Patka ciemnokarminowa, wypustka chabrowa                          |
|         | Wojska sprawiedliwości Patka ciemnokarminowa, wypustka szkarłatna                  |
|         | Służba kwatermistrzowska i administracja Patka ciemnokarminowa, wypustka błękitna  |
|         | Służba zdrowia Patka ciemnokarminowa, wypustka fioletowa                           |
|         | Służba weterynaryjna Patka ciemnokarminowa, wypustka popielata                     |
|         | Wojska Ochrony Pogranicza Patka zielona                                            |
|         | Korpus Bezpieczeństwa Wewnętrznego Patka granatowa                                 |
|         | Lotnictwo Patka chabrowa, bez wypustki                                             |